# NXT UK TakeOver: Blackpool
NXT UK TakeOver: Blackpool was een professioneel worstelshow en WWE Network evenement dat georganiseerd werd door WWE voor hun NXT UK brand. Het was de 1ste editie van NXT UK TakeOver en vond plaats op 12 januari 2019 in het Empress Ballroom in Blackpool, Lancashire, Engeland. Dit evenement was tevens het eerste evenement onder TakeOver: Blackpool chronologie.

## Matches
| Nr. | Match                                                                       | Winnaar(s)                      | Opmerkingen                                                                           | Bron  |
| --- | --------------------------------------------------------------------------- | ------------------------------- | ------------------------------------------------------------------------------------- | ----- |
| 1UK | Ligero vs. Saxon Huxley                                                     | Ligero                          | Een-op-een match. Vooraf opgenomen voor een toekomende aflevering van NXT UK.         | [ 2 ] |
| 2UK | Marcel Barthel & Fabian Aichner vs. Mark Andrews & Flash Morgan Webster     | Marcel Barthel & Fabian Aichner | Tag team match. Vooraf opgenomen voor een toekomende aflevering van NXT UK.           | [ 2 ] |
| 3UK | Jinny vs. Isla Dawn                                                         | Jinny                           | Een-op-een match. Vooraf opgenomen voor een toekomende aflevering van NXT UK.         | [ 2 ] |
| 4   | Zack Gibson & James Drake vs. Moustache Mountain (Trent Seven & Tyler Bate) | Zack Gibson & James Drake (nc)  | NXT UK Tag Team Championship tournament finale.                                       | [ 3 ] |
| 5   | Finn Bálor vs. Jordan Devlin                                                | Finn Bálor                      | Een-op-een match.                                                                     | [ 3 ] |
| 6   | Dave Mastiff vs. Eddie Dennis                                               | Dave Mastiff                    | No Disqualification match.                                                            | [ 3 ] |
| 7   | Toni Storm vs. Rhea Ripley (c)                                              | Toni Storm (nc)                 | Een-op-een match voor het NXT UK Women's Championship.                                | [ 3 ] |
| 8   | Pete Dunne (c) vs. Joe Coffey                                               | Pete Dunne                      | Een-op-een match voor het WWE United Kingdom Championship. Dunne won door submission. | [ 3 ] |